# Pferderennbahn Pole Mokotowskie

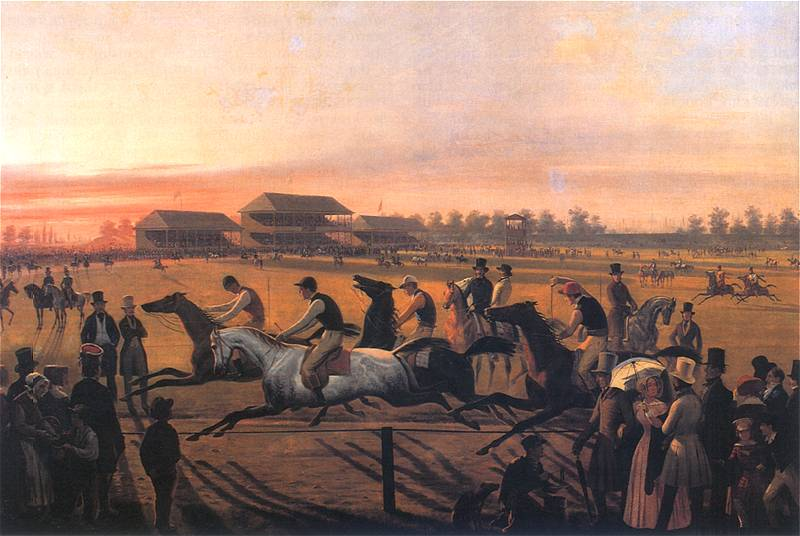
Pferderennen auf dem Warschauer „Pole Mokotowskie“ im 19. Jahrhundert

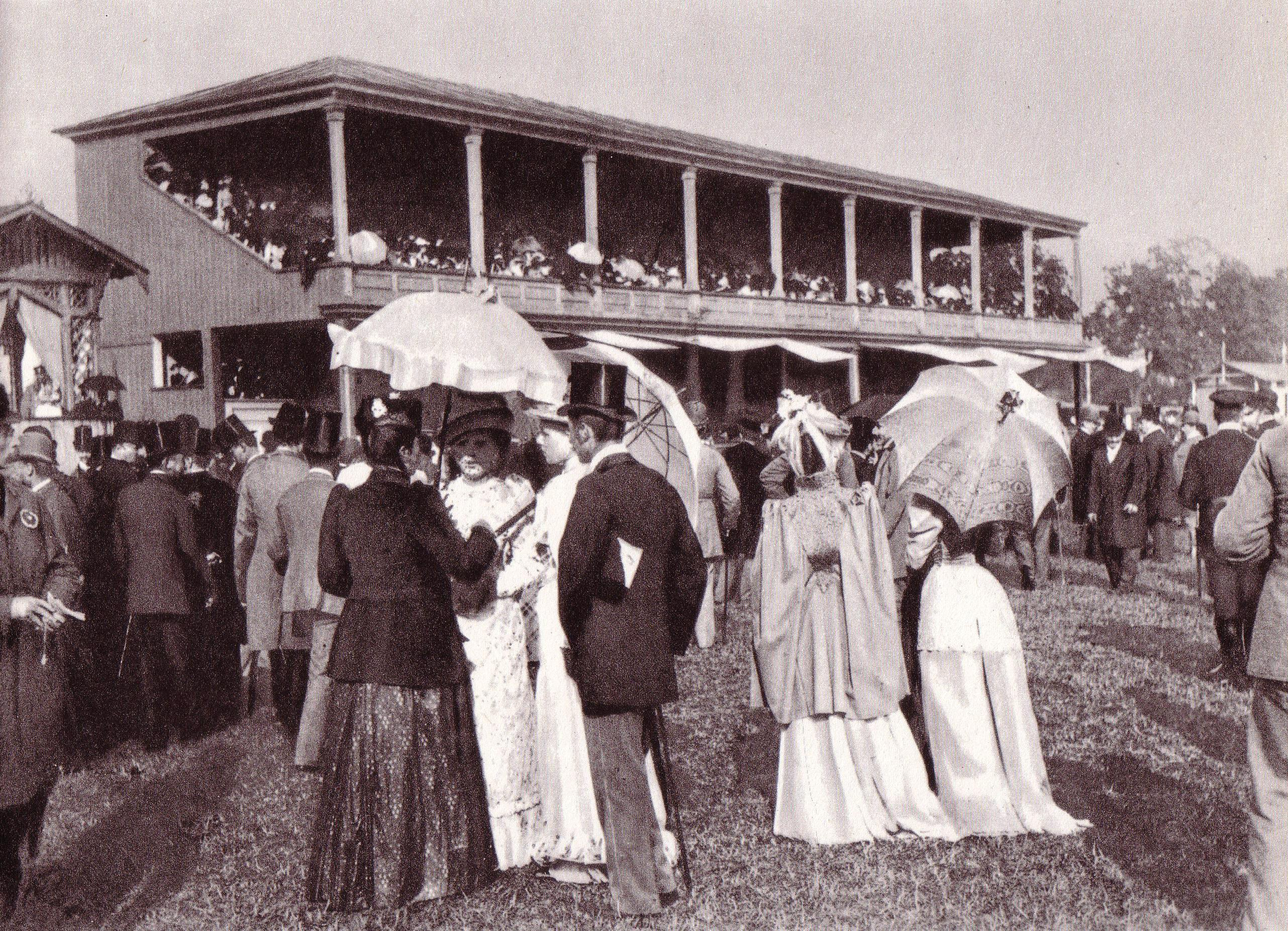
Gesellschaftliches Stelldichein vor der alten Haupttribüne des Hippodroms auf dem Pole Mokotowskie an einem Renntag gegen Ende des 19. Jahrhunderts

Die Pferderennbahn auf dem Pole Mokotowskie (Hipodrome Mokotowskie oder auch Tor Wyscigów Konnych genannt) bestand von 1841 bis 1939. Sie befand sich südlich der Warschauer Innenstadt und ist nicht mehr erhalten.

## Geschichte
Pferderennen fanden in Warschau bereits seit 1777 entlang der zentral gelegenen Ulica Marszałkowska statt. Zu einem späteren Zeitpunkt wurde ein Platz hinter dem  Łazienki-Park als Rennbahn genutzt. Nach Gründung des Vereines „Towarzystwa Wyścigów Konnych i Wystawy Zwierząt Gospodarskich w Królestwie Polskim“ (Förderverein für Pferderennen und Haustierausstellungen im Königreich Polen, später der Polnische Jockey-Club) in der ersten Hälfte des 19. Jahrhunderts richtete der Verein 1841 die erste Pferderennbahn auf dem Warschauer „Pole Mokotowskie“ (Mokotowski Feld) ein. Das Feld war ein südlich der damaligen Stadt gelegenes, rund 200 Hektar großes Terrain, auf dem sich später auch der erste Warschauer Flughafen (Flughafen Mokotów) befand. Die ovale Pferderennbahn lag im nordostwärtigen Teil des Feldes, im Osten begrenzt durch die auch heute noch bestehende Polna-Straße, im Westen durch eine nicht mehr existierende Eisen- oder Straßenbahnlinie vom Flughafen getrennt. Die im Jahre 1920 gebaute Aleja Armii Ludowe durchschneidet die ehemalige Rennbahnanlage heute im nördlichen Drittel. Die ersten Rennen fanden am 20. und 21. Juni 1841 statt.
Bis zum Ersten Weltkrieg wuchs die Bedeutung der Rennanlage stetig, sodass bis 1914 sogar zwei Rennsaisons (Frühjahr und Sommer) stattfanden. Die russische Besatzung nahm bei ihrem Abzug 1915 einen großen Teil des Pferdebestands und des Rennbahnpersonals mit, das in den folgenden Jahren auf den Rennbahnen in St. Petersburg, Moskau und Odessa eingesetzt wurde.
Unter diesen Umständen musste der Vertreter des Polnischen Jockey-Clubs, Fryderyk Jurjewicz in den Jahren 1917 und 1918 das große Warschauer Derby „Wielka Warszawska“ und andere bedeutende Rennen der Warschauer Pole Mokotowskie-Anlage in Odessa stattfinden lassen. Erst am 9. September 1919 fand nach Kriegsende das erste Warschauer Rennen wieder in Warschau statt. Wesentlich Fryderyk Jurjewicz war es zu verdanken, dass dazu rund 250 Trabrennpferde, vor allem aus Lemberg und Bessarabien, nach Warschau kamen. Die Rennen fanden „an der Polna“ bis 1938 statt. Sie gehörten zu den wichtigsten Sportveranstaltungen des Landes. Bis 1938 stiegen die Anzahl der Rennen sowie die Preisgelder erheblich.
Nachdem die Anlage auf dem Pole Mokotowskie zu klein geworden war und der Ausbau wegen der sie nun umgebenden Stadt nicht möglich war, hatte der Jockey-Club bereits 1925 ein großes Grundstück außerhalb der Stadt erworben, auf dem die Pferderennbahn Służewiec, eine der damals modernsten Rennbahnen Europas, gebaut wurde. 1938 fand das letzte Derby auf der alten Anlage statt. Nach fast einhundert Jahren Rennbahnbetrieb wurde die Anlage an der Polna-Straße im Jahr 1939 stillgelegt und bald abgerissen.
Die Mokotowski-Pferderennbahn verfügte zunächst über zwei einstöckige sowie mittig eine schlichte doppelstöckige Haupttribüne aus Holz. Die Haupttribüne wurde später deutlich erweitert und erhielt zwei Türme. Der von der Polna-Straße erfolgende Zugang wurde mit einem Tor mit zwei Laternentürmchen versehen.